# Krążowniki typu Admirał Nachimow
Krążowniki typu Admirał Nachimow – typ rosyjskich, następnie radzieckich krążowników lekkich. Budowę czterech okrętów tego typu rozpoczęto jeszcze przed I wojną światową dla marynarki wojennej Imperium Rosyjskiego, lecz z powodu wojny i sytuacji wewnętrznej w Rosji, dopiero w 1927 ukończono jeden okręt tego typu dla marynarki ZSRR jako krążownik lekki „Czerwona Ukraina”. Drugi okręt ukończono w 1932 według zmienionego projektu, jako krążownik ciężki „Krasnyj Kawkaz”, a z budowy dwóch ostatnich zrezygnowano. W części publikacji okręty typu Admirał Nachimow zaliczane są ogólnie do typu Swietłana.

## Projektowanie
Daty sprzed 1918 podane w starym stylu
Wojna rosyjsko-japońska 1904–1905 pociągnęła utratę większości rosyjskich dużych okrętów, a z powodu szybkiego rozwoju techniki morskiej na początku XX wieku, te, które pozostały, szybko stały się przestarzałe. Rosja dostrzegała konieczność odbudowy floty, między innymi przez budowę okrętów nowo wykształconej klasy krążowników lekkich. Prace projektowe nad nimi prowadzono w stoczniach bałtyckich od 1907, biorąc jako punkt wyjścia zbudowany w Niemczech mały szybki krążownik „Nowik”. Z powodu kilkakrotnych zmian wymagań dla okrętów, w rezultacie wielkość projektowanych krążowników wzrosła ponad dwukrotnie. Ostatecznie w 1912 Zakłady Putiłowskie z Petersburga i Russo-Bałt z Rewla (ob. Tallinn) opracowały wspólny projekt krążowników lekkich, znanych jako typ Swietłana. Został on zatwierdzony w grudniu 1912 przez Ministerstwo Marynarki Wojennej i w lutym 1913 zamówiono budowę 4 jednostek na potrzeby Floty Bałtyckiej, która szczególnie została wyniszczona przez wojnę z Japonią.
Jednocześnie zdecydowano o budowie dla Floty Czarnomorskiej dwóch zbliżonych krążowników lekkich, które zostały przewidziane w wielkim programie budownictwa okrętowego na lata 1912-1916. 6 marca 1913 plany krążowników typu Swietłana przesłano stoczniom ONZiW (Obszczestwo Nikołajewskich Zawodow i Wierfiej) i Russud w Mikołajowie, jako podstawę do zaprojektowania podobnych jednostek. 30 kwietnia obie stocznie z Mikołajowa podpisały porozumienie o współpracy przy budowie okrętów, na mocy którego kadłuby miał budować Russud, a siłownie – ONZiW. Po przeanalizowaniu dokumentacji stocznie doszły do wniosku, że dla spełnienia wszystkich wymogów taktyczno-technicznych okrętu dla Floty Czarnomorskiej, konieczne jest powiększenie wyporności z 6800 t do 7600 t, przy niewielkim zwiększeniu wymiarów. Dla zrekompensowania tego wzrostu i utrzymania założonej prędkości 29,5 węzła, moc siłowni zwiększono o 5000 KM. Szczegółowy projekt wstępny został opracowany w stoczni Russud pod kierownictwem inż. Mariana Sasinowskiego (Polaka), po czym przedstawiony we wrześniu 1913 władzom i następnie zaaprobowany. Koszt każdego z okrętów typu miał wynosić 8,6 mln rubli.

## Budowa
W związku z decyzją Ministerstwa Marynarki Wojennej o zamówieniu dwóch okrętów („Admirał Nachimow” i „Admirał Łazariew”), 19 października 1913 położono stępki pod ich budowę w stoczni Russud, jeszcze przed oficjalnym zamówieniem i przed zaakceptowaniem ostatecznego typu kotłowni. Formalne zamówienie na budowę „Admirała Nachimowa” zostało złożone w stoczni Russud dopiero 11 marca 1914, a „Admirała Łazariewa” w stoczni OZNiW – 12 marca 1914. Termin ukończenia obu przewidywano na 20 października 1916, lecz budowa borykała się z opóźnieniami. Faktycznie prace przy obu kadłubach podjęto dopiero w początkach lipca 1914.
Latem 1914, w związku z wybuchem I wojny światowej, wszedł w życie dodatkowy program szybkiego wzmocnienia sił Floty Czarnomorskiej, zgodnie z którym 29 sierpnia 1914 Ministerstwo Marynarki Wojennej zamówiło dwa dalsze krążowniki tego typu – „Admirał Istomin” w stoczni OZNiW i „Admirał Korniłow” w stoczni Russud, z terminem ukończenia luty-marzec 1917.

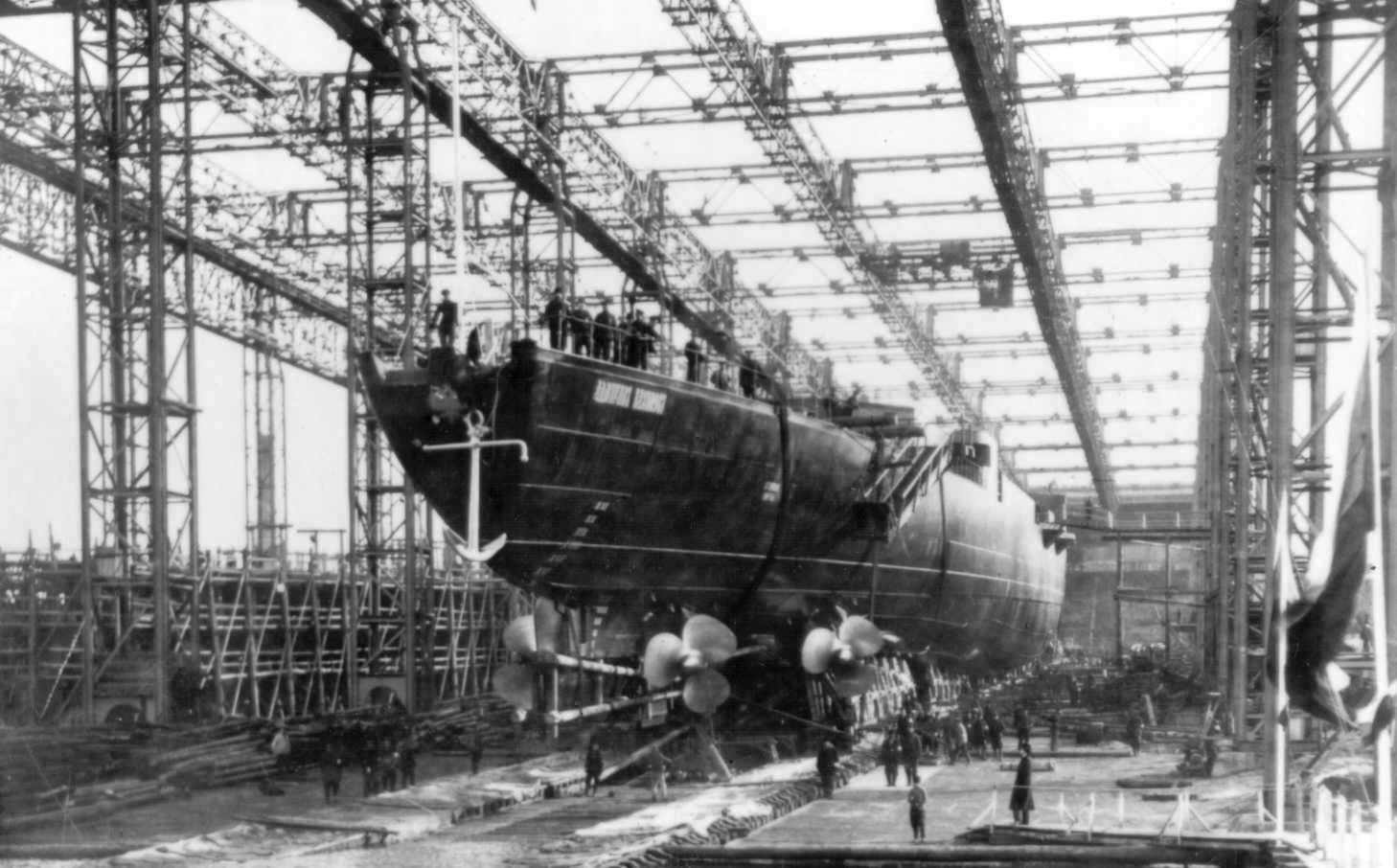
„Admirał Nachimow” przed wodowaniem

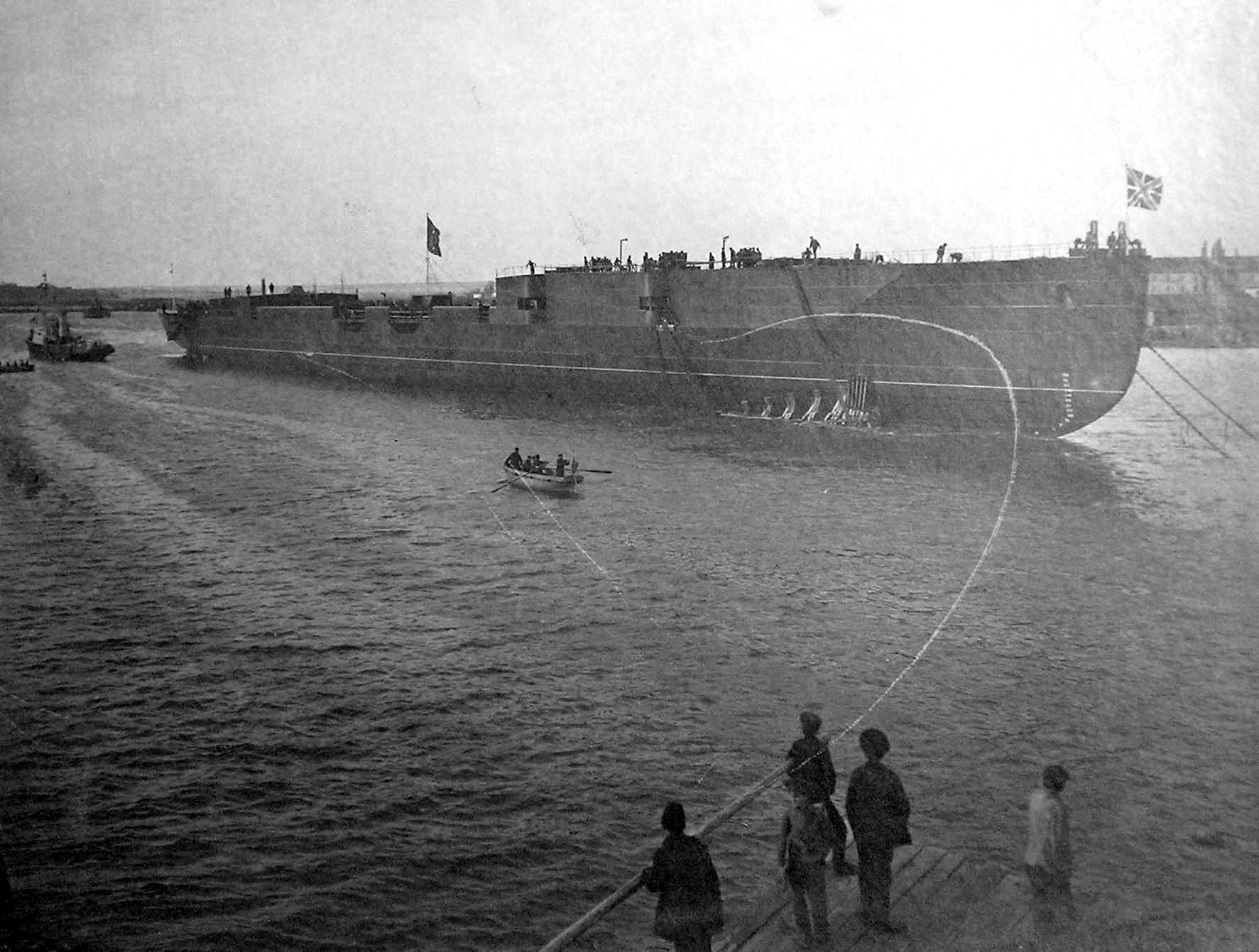
Kadłub „Admirała Nachimowa” po wodowaniu

Początkowo prace przy kadłubie „Admirała Nachimowa” przebiegały sprawnie i wodowano go 24 października 1915, lecz na etapie wyposażania wystąpiło opóźnienie z powodu trudności wojennych i konieczności sprowadzenia elementów turbin z firmy John Brown z Wielkiej Brytanii. Nowy termin oddania okrętu przewidziano na marzec, następnie lipiec 1917. Dalsze opóźnienia budowy wywołała rewolucyjna sytuacja wewnętrzna w Rosji.
Oficjalne położenie stępek „Admirała Korniłowa” i „Admirała Istomina” miało miejsce w stoczni Russud 11 listopada 1915, kiedy budowa kadłubów była zaawansowana w ok. 20%. Z powodu opóźnień, wodowanie „Korniłowa” planowano na grudzień 1917, a „Istomina” na kwiecień 1918.
Po rewolucji lutowej, Rząd Tymczasowy zdecydował 11 października 1917 wstrzymać prace nad budową okrętów z wyjątkiem najbardziej zaawansowanych. Spośród okrętów typu Admirał Nachimow prace kontynuowano tylko na głównym okręcie, jednakże nie zdołano go ukończyć. W marcu 1918 Mikołajów wraz ze wszystkimi budowanymi tam krążownikami został zajęty przez wojska państw centralnych. Następnie miasto przechodziło z rąk do rąk podczas wojny domowej, lecz prac nad okrętami nie kontynuowano. Między innymi przez pewien okres w 1919 okręty zostały przejęte formalnie przez marynarkę ukraińską, ze zmianą ich nazw. W styczniu 1920 opuszczające Mikołajów „białe" oddziały gen. N. Szyllinga ewakuowały nieukończonego „Admirała Nachimowa” do Odessy, lecz następnie okręt wszedł na mieliznę i został porzucony. Ostatecznie wszystkie okręty dostały się w ręce radzieckie, lecz początkowo z powodu trudnej sytuacji ekonomicznej nie prowadzono nad nimi prac.
Ostatecznie w 1922 zdecydowano o dokończeniu budowy „Admirała Nachimowa”, przemianowanego na „Czerwona Ukraina”, według pierwotnego projektu, z niewielkimi zmianami uzbrojenia (zastąpienie 4 dział przeciwlotniczych 63 mm przez działa 75 mm). Od kwietnia 1923 prowadzono prace w stoczni im. A. Marty w Mikołajowie i 21 marca 1927 okręt wszedł do służby w radzieckich Siłach Morskich Morza Czarnego.
Budowę „Admirała Łazariewa” zdecydowano natomiast ukończyć według zmienionego projektu, z całkowicie odmienną sylwetką i uzbrojeniem złożonym z czterech dział 180 mm w wieżach artyleryjskich. W 1932 wszedł on do służby w radzieckich Siłach Morskich Morza Czarnego pod nazwą „Krasnyj Kawkaz”.
26 września 1922 podjęto próbę wodowania kadłuba „Admirała Korniłowa”, lecz była ona nieudana, ponieważ kadłub spoczywający tam od 1915 spowodował deformację pochylni. Ostatecznie zdołano kadłub zwodować 28 października 1922, po czym przeznaczono go na złom. „Admirał Istomin” został rozebrany bezpośrednio na pochylni. Stan gotowości „Korniłowa” wynosił wówczas ok. 45%, a „Istomina” – 40%. Złomowanie obu zakończono w 1927.
| Nazwa (późniejsza nazwa)            | Położenie stępki (oficjalne) | Wodowanie  | Wejście do służby |
| ----------------------------------- | ---------------------------- | ---------- | ----------------- |
| Admirał Nachimow (Czerwona Ukraina) | 19.10.1913                   | 24.10.1915 | 21.03.1927        |
| Admirał Łazariew (Krasnyj Kawkaz)   | 19.10.1913                   | 06.05.1916 | 25.01.1932        |
| Admirał Korniłow                    | 11.11.1915                   | 28.10.1922 | –                 |
| Admirał Istomin                     | 11.11.1915                   | –          | –                 |

## Ocena
Na etapie projektowania krążowniki typów Swietłana i Nachimow były dość nowoczesnymi jednostkami, porównywalnymi ogólnie z innymi krążownikami lekkimi budowanymi przez główne państwa morskie, zwłaszcza Wielką Brytanię i Niemcy. W projekcie rosyjskich krążowników szczególny nacisk położono na rozwijanie dużej prędkości (29,5 węzła), stąd miały one znacznie mocniejsze od innych siłownie, aczkolwiek ze względów oszczędnościowych zrezygnowano z początkowo wymaganych 30 węzłów. W konsekwencji, były one większe od ogółu krążowników lekkich okresu I wojny światowej (budowane w tym czasie krążowniki niemieckie i brytyjskie nie przekraczały 6000 ton wyporności projektowej). Krążowniki niemieckie miały przy tym prędkość niższą o około 2 węzły, a nowo budowane krążowniki brytyjskie miały niewiele niższą lub porównywalną. W literaturze podkreśla się brak jasnego przeznaczenia takich dużych okrętów, gdyż dla wypełnienia przewidywanych zadań, jak rozpoznanie, dozorowanie, wsparcie niszczycieli i ochrona sił głównych przed niszczycielami, wystarczyłyby lidery niszczycieli lub małe krążowniki zwiadowcze. W konsekwencji, ostateczny projekt wynikał prawdopodobnie z chęci skonstruowania okrętów o jak najlepszych charakterystykach, w oderwaniu od ich zadań. Nie przewidywano natomiast działań krążowniczych na odległych akwenach, stąd mniejsze znaczenie miał zasięg.
Główny wyróżnik rosyjskich krążowników stanowiło uzbrojenie. Artylerię główną krążowników typów Swietłana i Nachimow stanowiło aż 15 pojedynczych dział kalibru 130 mm, z których jednak tylko 8 stanowiło salwę burtową. Z tego, 9 dział było umieszczonych w stanowiskach na pokładzie, chronionych maskami przeciwodłamkowymi grubości 25 mm, a pozostałe 6 w analogicznie chronionych kazamatach. Z jednej strony uzbrojenie to było silniejsze pod względem liczby dział od wszystkich krążowników lekkich I wojny światowej, a przy tym Niemcy stosowali na krążownikach aż do początku wojny słabsze działa kalibru 105 mm. Z drugiej jednak strony, standardem na nowo budowanych krążownikach niemieckich i brytyjskich stały się silniejsze działa kalibru 150-152 mm, które w dodatku były bardziej racjonalnie rozmieszczane – z możliwością strzelania większej części dział na obie burty. W efekcie, na skutek długiej budowy, w momencie wejścia do służby pierwotny projekt był już zdecydowanie przestarzały, posiadając w szczególności nieracjonalnie rozmieszczone uzbrojenie, o stosunkowo małym kalibrze. Nowo budowane w okresie międzywojennym krążowniki były też już na ogół szybsze. Najbliższym analogiem ich pod względem wielkości i czasu budowy były holenderskie krążowniki lekkie typu Java.

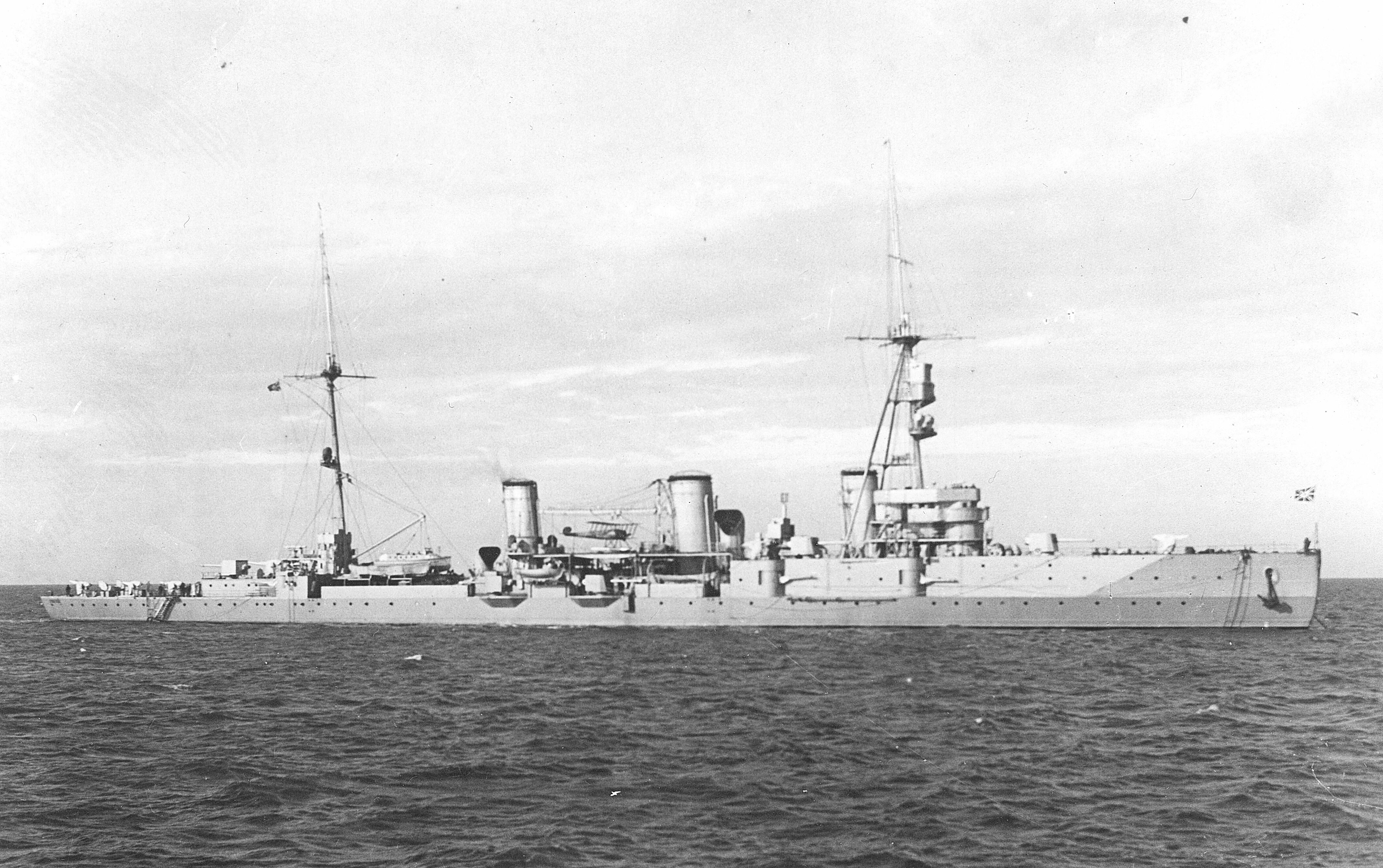
„Czerwona Ukraina” w latach 30.

## Opis

### Architektura
Sylwetka i architektura okrętów odpowiadała typowi Swietłana. Kadłub okrętów miał wysoko podniesiony pokład dziobowy, bez wzniosu, na ok. 1/3 długości kadłuba, kończący się uskokiem przed drugim kominem. Nietypową cechą było rozmieszczenie w podniesionym pokładzie dziobowym aż dwóch pokładów mieszkalnych, z czego górny miał niepełną wysokość (wymuszającą przebywanie w pozycji schylonej).
W burtach pod pokładem dziobowym znajdowały się kazamaty dla 4 dział 130 mm – po dwie na burtę. Na pokładzie dziobowym znajdowało się pojedyncze działo 130 mm, za nim mało rozbudowana nadbudówka połączona z trójnożnym masztem i przednim kominem, a za nią dwa stanowiska dział 130 mm na burtach. Okręty miały trzy niskie, szeroko rozstawione i lekko pochylone kominy. Za trzecim kominem były łodzie ratunkowe, dalej był drugi palowy maszt, połączony z żurawiem do ich stawiania. Na pokładzie rufowym była niska jednopiętrowa nadbudówka, na której znajdowały się dwa stanowiska dział obok siebie. W ścianach nadbudówki rufowej były kazamaty dwóch dział 130 mm (stanowiły one przedłużenie burt wzwyż). Pozostałe 4 działa 130 mm umieszczone były na sponsonach pokładu na śródokręciu, po dwa na burtę. Ogólnie sylwetka krążowników, dzięki kształtom kadłuba i kominów, przypominała powiększone niszczyciele typu Nowik, co miało sprzyjać ich maskowaniu, aczkolwiek ostatecznie krążowniki na pierwszy rzut oka wyróżniały trójnożne maszty i dźwigi.

### Uzbrojenie
Uzbrojenie uzupełniały według projektu 4 pojedyncze działa przeciwlotnicze 63,3 mm, oraz 4 karabiny maszynowe. Uzbrojenie torpedowe stanowiły dwie przestarzałe podwodne poprzeczne wyrzutnie torped 450 mm, umieszczone w rejonie śródokręcia. Okręty mogły też przenosić do 100 min. „Czerwoną Ukrainę” ostatecznie ukończono z 4 działami przeciwlotniczymi 75 mm Mellera, zamontowano też na niej później nowsze obrotowe aparaty torpedowe. Okręt otrzymał ponadto wodnosamoloty, stawiane za pomocą dźwigów zawieszonych za drugim kominem (można było przenosić do trzech wodnosamolotów MU-1 – kopii Avro 504). W dalszym toku służby, jego uzbrojenie przeciwlotnicze i torpedowe podlegało dalszemu ulepszaniu.

### Opancerzenie
Główny burtowy pas pancerny na linii wodnej ciągnął się na większości długości okrętu i miał grubość 75 mm i wysokość 2,1 m, wykonany był z cementowanej stali Kruppa. Nad nim rozciągał się górny pas, grubości 25 mm, wysokości 2,25 m, na całej długości kadłuba. Dolny pokład (na wysokości górnej krawędzi głównego pasa pancernego) miał grubość 20 mm, górny pokład miał również grubość 20 mm. Maszyna sterowa była przykryta pancerzem 25 mm. Na rufie była poprzeczna gródź pancerna grubości 50 mm. Stanowisko dowodzenia było chronione pancerzem 75 mm (podłoga i dach 50 mm), a szyby podajników amunicji – 25 mm. Masa opancerzenia wynosiła nieco ponad 1330 t, z tego 630 t pionowego i 650 t poziomego.

### Napęd i konstrukcja
Okręty miały zgodnie z projektem 14 kotłów parowych typu Yarrow, opalanych paliwem płynnym, z tego 4 mogły być opalane węglem (krążowniki typu Swietłana miały 13 kotłów). Rozmieszczone były po dwa w 7 kotłowniach: dwie kotłownie w grupie dziobowej, trzy w grupie środkowej i dwie w grupie rufowej. Spaliny z poszczególnych grup kotłowni były odprowadzane do trzech kominów. Cztery zespoły turbin parowych Brown-Boveri-Parsons były umieszczone w czterech maszynowniach (po dwie na burtę), za kotłowniami. Turbiny z dziobowych przedziałów napędzały zewnętrzne śruby, a z rufowych – wewnętrzne, przy takiej samej długości wałów śrub.
Kadłub miał wzdłużno-poprzeczny układ wiązań i dzielił się na 23 główne poprzeczne przedziały wodoszczelne. Na całej długości kadłuba było podwójne dno, a w rejonie maszynowni i kotłowni – potrójne. Przeżywalność okrętów zwiększało wyposażenie w dwa stery. Pomimo wysokiego pokładu dziobowego, własności morskie były słabe z powodu profilu części dziobowej i dziób był zalewany przy złej pogodzie.

## Dane techniczne
Dane projektowe. Dla ukończonego okrętu – zobacz „Czerwona Ukraina”.
- wymiary[2]:
  - długość całkowita: 166,7 m
  - długość na linii wodnej: 163,2 m
  - szerokość 15,71 m
  - zanurzenie 5,58 m (normalne)
- wyporność:
  - normalna: 7663 t[9]
  - pełna: 8200 t[10]
- napęd: 4 zespoły turbin parowych o mocy łącznej 55 000 KM (maks. przy forsowaniu 60 000 KM), 14 kotłów parowych (ciśnienie 17,5 at.), 4 śruby napędowe
- prędkość
  - maksymalna: 29,5 w.
  - ekonomiczna: 14 w
- zapas paliwa:
  - normalny: 500 t (370 t paliwa płynnego i 130 t węgla)[11]
  - maksymalny: 1230 t
- zasięg: 1200 Mm przy prędkości 14 w (normalny zapas paliwa)
- załoga: 630 ludzi

Uzbrojenie: (projektowe)
- 15 dział kalibru 130 mm wz.1911 (15xI)
  - długość lufy L/55 (55 kalibrów), kąt podniesienia –5°+30°, masa pocisku 36,86 kg, donośność maksymalna do 18 290 m, szybkostrzelność prakt. do 12 strz./min, prędkość początkowa 823 m/s, zapas amunicji po 150 pocisków[12]
- 4 działa plot. 63,3 mm wz.1916[7] (4xI)
  - długość lufy L/38, kąt podniesienia –5°+75°, masa pocisku 3,73-4,04 kg, donośność pozioma 6804 m (podniesienie 20°), pionowa 6000 m
- 4 karabiny maszynowe 7,62 mm Maxim (4xI)
- 2 wyrzutnie torpedowe 450 mm (podwodne, w burtach)[13]
- możliwość przenoszenia 100 min morskich